# Батіг

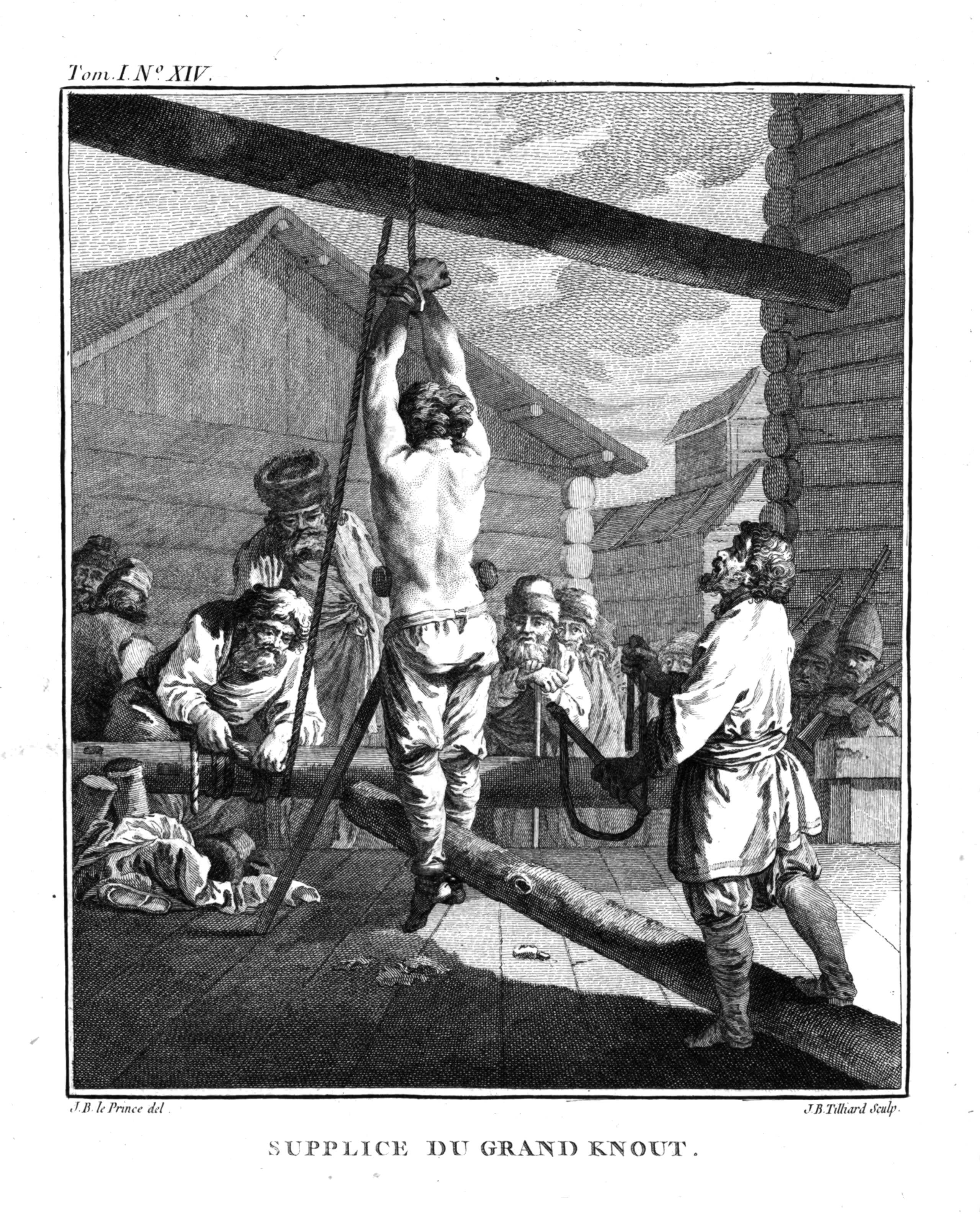
Покарання «великим» батогом. Гравюра Ж.-Б. Лепренса, близько 1765 р.

Баті́г (похідне утворення від прасл. *batъ — «палиця»), пу́га — прикріплений до держака мотузок або ремінець, яким поганяють тварин.

## Будова
Батіг складається з дерев'яного руків'я (відомого як батожи́льно, батожи́сько чи пу́жално, діал. пужа́к), до якого кріпиться джгут з переплетених ременів.

## Покарання батогом

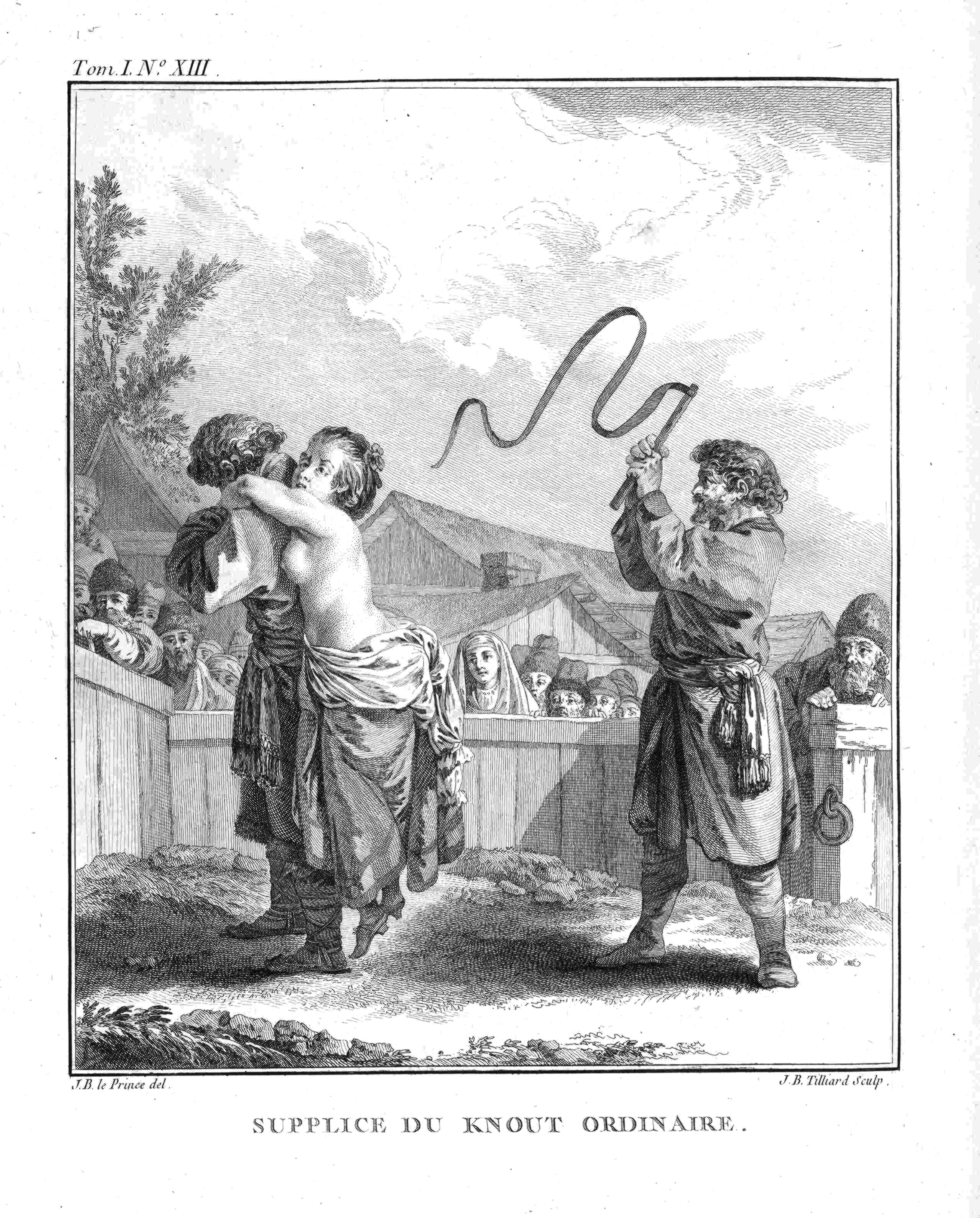
Покарання батогом Наталії Лопухіної. Гравюра Ж.-Б. Лепренса, 1766

Російський батіг для тілесних покарань (Є. Д. Онацький у своїй «Українській малій енциклопедії» називає його російським словом кнут, залишаючи термін батіг тільки для тваринницького знаряддя) міг існувати в кількох варіантах. Один з них складався з дерев'яного руків'я близько 35 см довжиною, до якого кріпився шкіряний стовпець, довжиною близько 70 см (1 аршин), з мідним кільцем на кінці; до кільця прив'язувався ремінцем хвіст, теж близько аршина завдовжки, зроблений з широкого ременя сиром'ятної шкіри, жолобчастого, виробленого на кінці у вигляді кігтя. Цим кігтем і завдавалися удари. Застосовувався і як засіб покарання, і як засіб допиту на тортурах: допитуваного із зав'язаними за спиною руками підіймали на дибі, і в цьому положенні він отримував удари батогом. Частіше караного прив'язували до «кобили» — стовпа з перекладиною чи лавки.

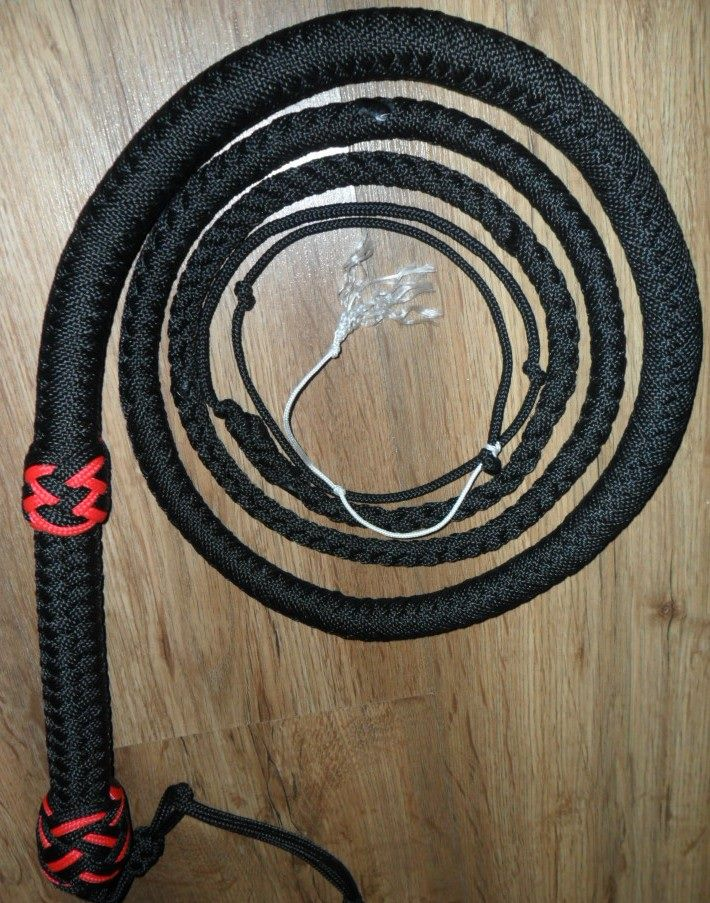

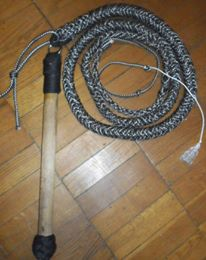

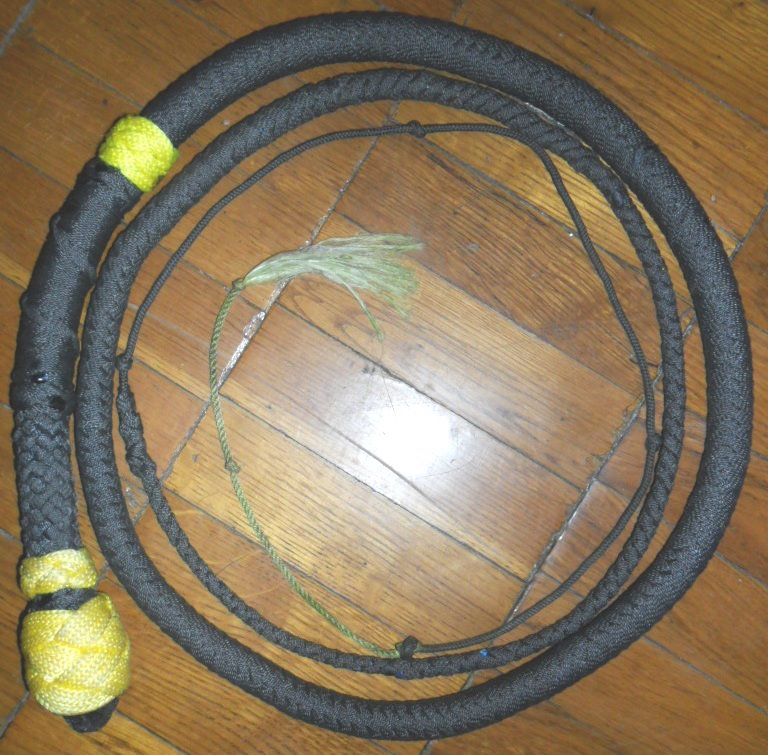

Інший варіант складався з переплетених шкіряних смуг і дротів, на кінці батога вони розходилися. Ще один варіант, відомий як «великий батіг», складався з держака приблизно 60 см довжиною, до якого кріпився плоский ремінь, удвічі довше руків'я, що закінчувався мідним кільцем, до якого кріпився ще один ремінь шириною 5 см, довжиною 60 см, дедалі тонший до кінця. Ремені виварювали в молоці й висушували на сонці для надання цупкості.
За твердженнями європейських джерел, від абревіатури ВРНК (рос. «вор, разбойник, наказан кнутом» — «злодій, розбійник, покараний батогом»), випеченої на лобі засудженого, походить і слово «варнак». Втім, більш ймовірним уявляється тюркське походження цього слова.
У 1832 р. син французького маршала Даву, перебуваючи в Москві, таємно купив у ката два батоги. З цього приводу 22 вересня 1832 року вийшло секретне Височайше повеління: «надалі ні батогів, ні ката нікому не показувати».
Покарання батогом у Російській імперії скасоване «Уложенням про покарання кримінальні і виправні» 1845 року і замінене покаранням канчуками.

## Інше
Довгий батіг, сплетений з тонких ремінців з прядивним, волосяним чи шовковим навиттям називається гарапником. Первісно вживався на псовому полюванні для нацьковування гінчаків на зайця.

## Прислів'я, мовні звороти
- Батіг та пряник — підхід до управляння чи виховання шляхом покарання та винагороди
- Як з клоччя батіг — ні на що не придатний
- Пропав батіг, пропадай і пужално!
- Батогом ковадла не розсічеш